# Тузак (Шаранта)
Туза́к (фр. Touzac) — коммуна во Франции, находится в регионе Пуату — Шаранта. Департамент — Шаранта. Входит в состав кантона Шатонёф-сюр-Шарант. Округ коммуны — Коньяк.
Код INSEE коммуны — 16386.

## География
Коммуна расположена приблизительно в 420 км к юго-западу от Парижа, в 125 км южнее Пуатье, в 27 км к юго-западу от Ангулема.
Вдоль южной границы коммуны протекает река Не, приток Шаранты.

## Население
Население коммуны на 2008 год составляло 451 человек.
| 1962 | 1968 | 1975 | 1982 | 1990 | 1999 | 2008 |
| ---- | ---- | ---- | ---- | ---- | ---- | ---- |
| 586  | 545  | 527  | 461  | 447  | 459  | 451  |

## Экономика
В 2007 году среди 288 человек в трудоспособном возрасте (15—64 лет) 216 были экономически активными, 72 — неактивными (показатель активности — 75,0 %, в 1999 году было 75,4 %). Из 216 активных работали 205 человек (112 мужчин и 93 женщины), безработных было 11 (2 мужчины и 9 женщин). Среди 72 неактивных 24 человека были учениками или студентами, 26 — пенсионерами, 22 были неактивными по другим причинам.

## Достопримечательности
- Приходская церковь Сен-Пьер-э-Сен-Лоран (XII век). Исторический памятник с 1964 года[3]

## Фотогалерея
- Церковь Сен-Пьер-э-Сен-Лоран
- Мэрия
- Источник Бредо
- Колодец